# 弗朗西斯·吉洛
弗朗西斯·吉洛（Francis Gillot，法語發音：[fʁɑ̃sis ʒilo]，1960年2月9日—），法国足球教练，曾经是足球运动员，司职中卫和后腰。吉洛曾在2015赛季担任中超球队上海绿地申花的主教练并在赛季结束后解约返回法国。

## 职业生涯

### 球员
他受训于瓦朗謝訥，随后加盟朗斯，在那里，他经历了他的大部分职业生涯。

### 教练
吉洛于1996年开始执教生涯，带领索肖青年队一举夺得法国杯冠军。2003年来到亚洲阿联酋阿尔艾因俱乐部，作为助教获得首届亚冠联赛冠军。2005年出任法甲朗斯队主教练，当年就将排名中下游的朗斯带到了联赛第四的位置，获得欧联杯参赛资格。2006-2007赛季率队杀入欧联杯1/8决赛。2007年底在他自己选择离开之后，朗斯于次年惨遭降级。2008年吉洛出任法甲索肖队主教练，尽管俱乐部财力有限缺乏大牌球员，但经过吉洛三年的调教，拯救了处于困境中的索肖，2010-2011赛季一举将球队带至联赛第五名，闯入欧罗巴联赛资格赛。2011年吉洛来到法甲劲旅波尔多执教，赛季结束时他带队排名法甲第五，执教波尔多的三年时间内他两次带队入围欧联杯，并于2013年率领波尔多夺得法国杯冠军。
2014年底，吉洛与上海绿地申花足球俱乐部签约出任上海绿地申花足球队主教练，带领球队备战2015赛季中超联赛。此次吉洛还带了三名助手前往申花执教，包括助理教练雷内·罗贝罗（René LOBELLO）、进攻教练阿兰·贝内德特（Alain Benedet）和体能教练塞德里克·布罗姆（Cedric Blomme）等。

## 荣誉

### 球队

#### 波尔多
- 法國盃：2013